# Carré Otis
Pour les articles homonymes, voir Otis.
Carré Otis, née le 28 septembre 1968 à San Francisco, en Californie, est un mannequin et une actrice américaine, principalement connue pour avoir tenu le rôle principal du film L'Orchidée sauvage (Wild Orchid). 

## Biographie
Elle suit une scolarité au lycée privé Marin Academy de San Rafael, et à l'école John Woolman de Nevada City.
À 18 ans, elle commence une carrière de mannequin, ce qui la conduit à faire la couverture de Elle (édition française, 1996) et d'autres magazines. Elle prête son image pour les jeans Guess en 1988, les jeans Calvin Klein (look biker chick, 1991), le calendrier Pirelli de 1996, et ne manque pas dans l'édition annuelle de Sports Illustrated swimsuit edition (2000). Elle a aussi posé dans des numéros de Playboy en 1990 et 2000.
Au moment de la sortie du film L'Orchidée sauvage, elle est l'objet de toute une controverse sur les scènes érotiques avec son amant d'alors, Mickey Rourke, qu'elle épouse en juin 1992 et dont elle divorcera en 1998.
Après ce film osé, sa carrière d'actrice ne prend jamais vraiment son envol, tandis qu'une anorexie rend problématiques ses apparitions comme mannequin, voire quelque dépendance à la drogue, ce qui la mène à des problèmes cardiaques. 
Elle cherche la rédemption en tant que porte-parole du National Eating Disorders Awareness Week en 2003. Elle apparaît aussi régulièrement comme correspondante de Channel 4 News à San Francisco.
En 2005, elle pose pour le joaillier Breil.
Elle épouse Matthew Sutton en 2005 ; de leur union sont issus deux enfants.
En septembre 2009, elle pose nue pour le magazine trimestriel Sport & Style du journal L'Équipe
Elle se présente comme végétarienne et bouddhiste.

## Filmographie
- 1990 : L'Orchidée sauvage (Wild Orchid) de Zalman King : Emily Reed
- 1996 : Exit in Red (en) de Yurek Bogayevicz (en) : Kate
- 1998 : Simon Says de Jim O'Malley : Elaine Johnston
- 2001 : Frères de guerre (Going Back) téléfilm de Sidney J. Furie : Kathleen